# Wollige andoorn

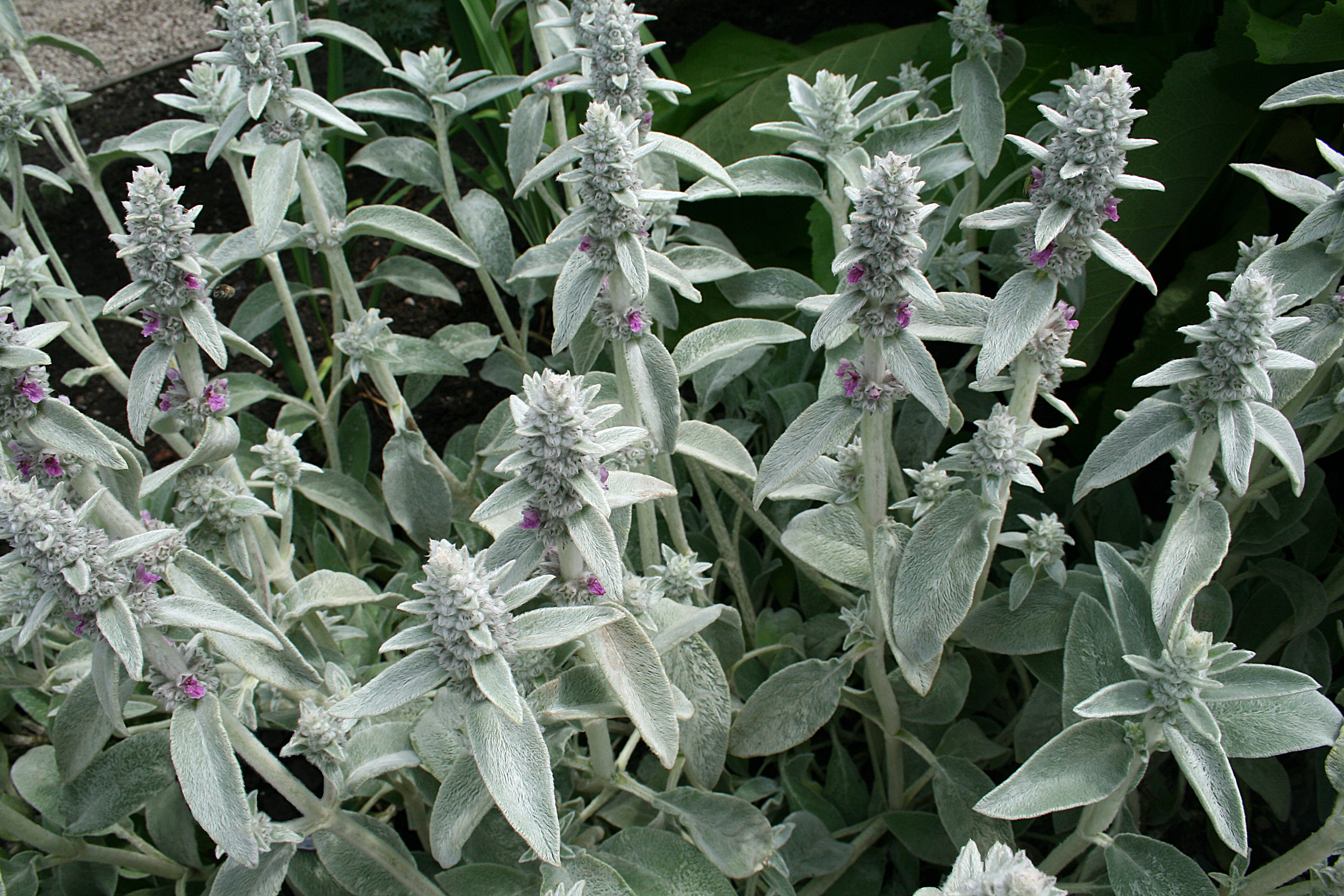
Bloeiwijzen en aderen

Wollige andoorn of ezelsoren (Stachys byzantina) is een vaste plant uit de lipbloemenfamilie. De plant heeft zacht behaarde bladeren. De plant komt oorspronkelijk uit Zuidwest-Azië.

## Plantbeschrijving
Vaste planten met grijsviltige bladeren en lila bloemen, ook de bloem zit in witviltige aren. Ze bloeien van juni tot augustus en worden 40 cm hoog.
Enkele cultivars:
- 'Big Ears' 30 cm grote lange bladeren.
- 'Cotton Ball' 40 cm, bloeit iets later 7/9. Steriele cultivar.
- 'Silver Carpet' 20 cm, grijs blad zonder bloei, goede bodembedekker
- 'Striped Phantom'
- 'Silky Fleece'
- 'Sheila Macqueen'
- 'Primrose Heron' gele bladeren in de lente, roze bloemen.

... · 
S. alpina (Alpenandoorn) · 
S. annua (Zomerandoorn) · 
S. arvensis (Akkerandoorn) · 
S. byzantina (Ezelsoor) · 
S. officinalis (Betonie) · 
S. palustris (Moerasandoorn) · 
S. recta (Bergandoorn) · 
S. sylvatica (Bosandoorn) · 
...